# Air Busan
Air Busan (Ейр Пусан) (кор. 에어부산에어부산 Ео Пусан) — регіональна авіакомпанія зі штаб-квартирою в районі Пусанджин-гу міста-метрополії Пусан, Республіка Корея, що належить компанії Asiana Airlines. Компанія була організована в 2007 році, а авіаперевезення початку в жовтні 2008 року.
З моменту початку авіаперевезень за маршрутом Сеул — Пусан компанія Air Busan обслуговувала 49,7 % місць на даному маршруті. У березні 2009 року Air Busan перевершила конкурентів і зайняла 54,1 % обсягу перевезень. У той же час на маршруті Пусан — Чеджу вона обслуговувала 77,7 % пасажирів.

## Флот
У вересні 2013 року повітряний флот авіакомпанії Air Busan становили такі літаки з середнім віком у 14,7 року:
| Тип літака      | В експлуатації | Замовлено | Пасажирських місць |
| Airbus A320-200 | 3              | —         | 162                |
| Airbus A321-200 | 6              | —         | 195                |
| Boeing 737—400  | 4              | —         | 162                |
| Boeing 737—500  | 1              | —         | 127                |
| Всього          | 14             | 0         |                    |